# سينيه برون
سيغن برون (مواليد 6 أبريل 1998) هي لاعبة كرة قدم دنماركية تلعب في مركز المهاجم في نادي أولمبيك ليون ومنتخب الدنمارك.

## روابط خارجية
- هذه المقالة غير مرتبط بويكي بيانات